# Отрицательное отношение к театру

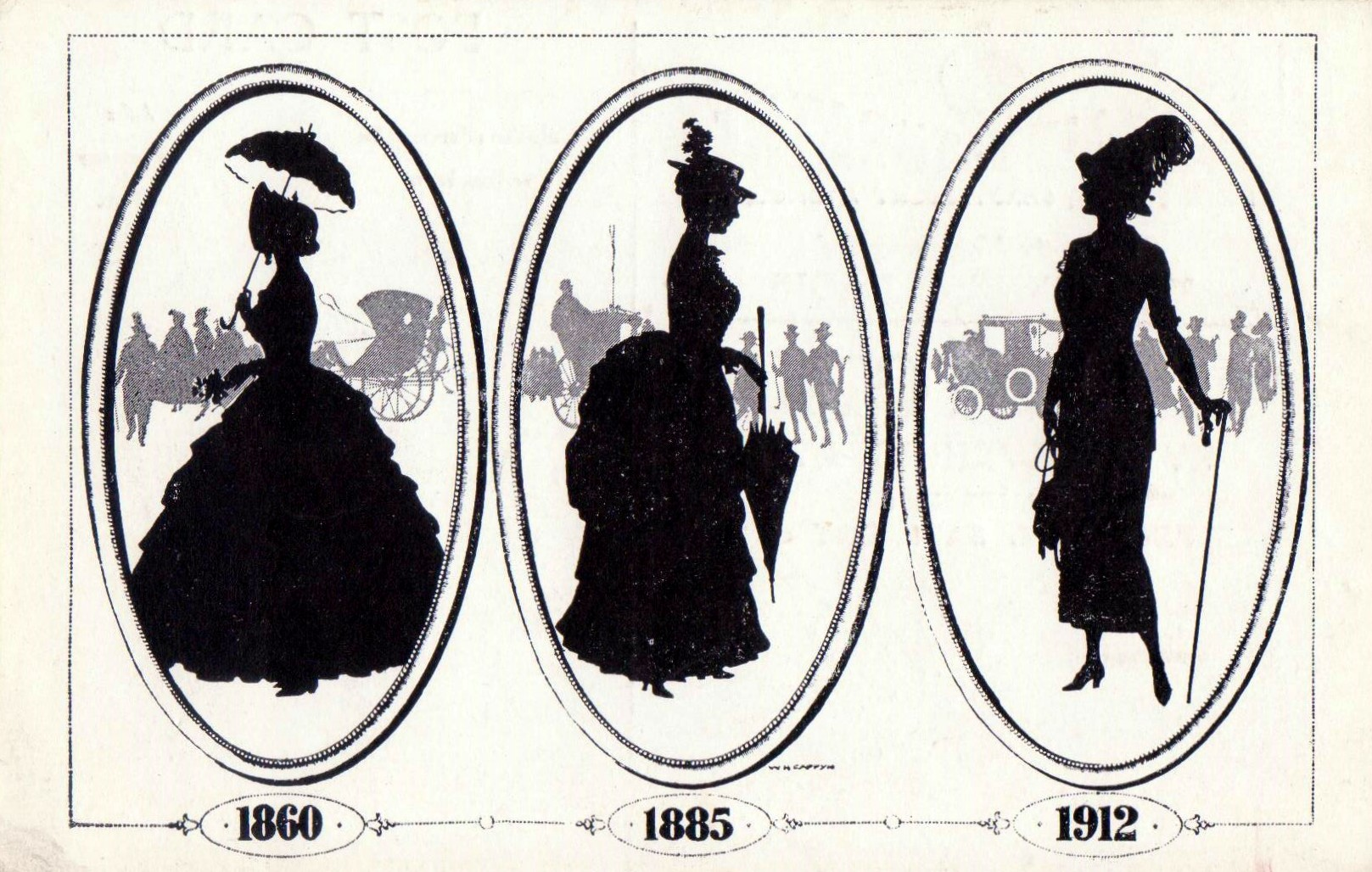
Королевский театр, Лондон — изменение моды

Антитеатральность представляет собой любую форму противодействия или враждебности театру. Такое противопоставление столь же старо, как и сам театр, что свидетельствует о глубоко укоренившейся амбивалентности человеческой природы в отношении драматического искусства. Книга Джонаса Бэриша (Jonas Barish) 1981 г. «Антитеатральное предубеждение» (The Antitheatrical Prejudice) была, по словам одного из его коллег из Беркли, сразу же признана как давшая интеллектуальное и историческое определение феномену, до этого момента лишь очень смутно наблюдавшемуся и понимавшемуся. Книга получила премию имени Барнарда Хьюитта от Американской театральной ассоциации за выдающиеся исследования в области истории театра. Бэриш и ряд более поздних комментаторов рассматривают антитеатральность не в качестве врага, которого нужно победить, но скорее как неизбежную и ценную часть театральной динамики.
Антитеатральные взгляды основывались на философии, религии, морали, психологии, эстетике и на простых предрассудках. Мнения по-разному рассматривали форму искусства, художественное содержание, актёров, образ жизни театральных деятелей, а также влияние театра на поведение и нравы людей и общества. Антитеатральные настроения выражались как в государственном законодательстве, так и среди философов, художников, драматургов, религиозных деятелей, сообщества, классов и отдельных лиц.
Наиболее ранние из задокументированных претензий к театральным представлениям были сделаны Платоном около 380 г. до н. э. и постоянно возникали в разных формах на протяжении последующих 2500 лет. Философское возражение Платона заключалось в том, что театральное представление по своей сути дистанцировано от реальности (реальность третьего порядка) и, следовательно, недостаточно достойно. Предводители церкви переработают этот аргумент в богословском контексте. Более поздняя эстетическая вариация оценивала пьесу как просто книгу. С викторианских времён критики жаловались на то, что самовосхваляющие актёры и роскошные декорации мешают пьесе.
Нравственные возражения Платона получили широкое распространение во времена Римской империи, что в конечном итоге и привело к упадку театра. В средние века театральное представление постепенно возродилось, а мистерии стали частью церковной жизни. Начиная с XVI в. и позднее, когда театр был восстановлен в качестве независимой профессии, регулярно высказывались опасения о том, что актёрское сообщество изначально испорчено и что актёрское мастерство оказывает разрушительное моральное влияние как на самих актёров, так и на их публику. Эти взгляды нередко высказывались во времена возникновения протестантских, пуританских и евангелических движений.

## Платон и Древняя Греция

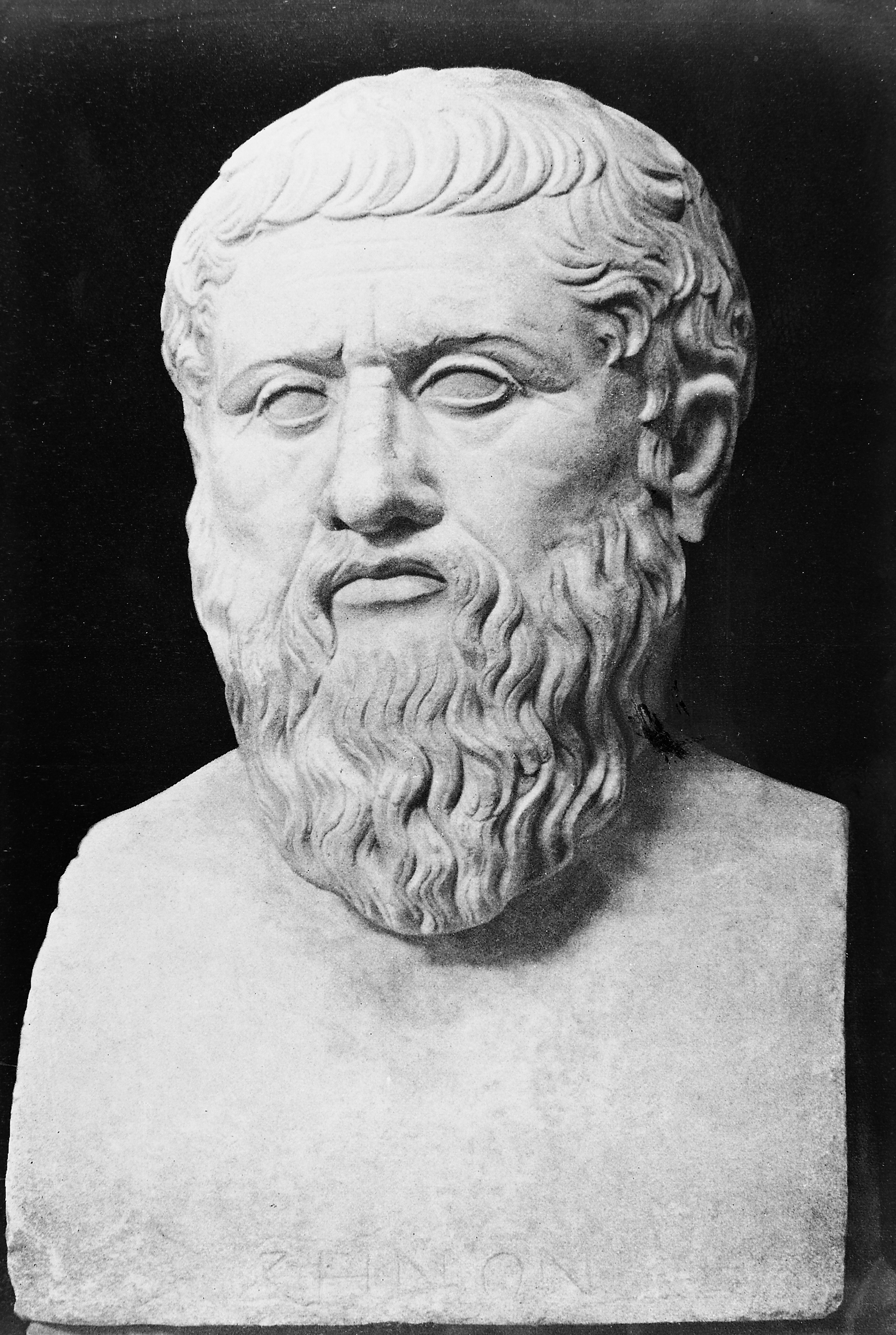
Платон, первый критик театра

### Афины
Около 400 г. до н. э. важность греческой драмы для древнегреческой культуры была высказана Аристофаном в пьесе «Лягушки», где предводитель хора говорит: «Нет более благородной функции, чем функция одухотворённого Богом Хора, научающего город песнопениями». Театр и религиозные праздники были тесно взаимосвязаны.
Около 380 г. до н. э. Платон первым в античности бросил вызов театру. Хотя его взгляды, выраженные в трактате «Государство», были радикальны, они были направлены прежде всего на концепцию театра (и иных миметических искусств). Он не одобрял враждебности по отношению к артистам или к их выступлениям. Для Платона театр был философски нежелательным явлением, он являлся просто ложью. Он не подобал для общества, поскольку вызывал симпатии публики и, таким образом, мог сделать людей более поверхностными. Более того, изображение неблагородных поступков на сцене могло привести к дурному поведению актёров и зрителей.

### Мимесис
С философской точки зрения, актёрское мастерство — это частный случай мимесиса (μίμησις), представляющего собой соответствие искусства — физическому миру, мыслимому в качестве образца красоты, истины и добра. Платон объясняет это посредством иллюстрации повседневного предмета. Во-первых, существует универсальная истина, например, абстрактное понятие кровати. Плотник, делающий эту кровать, создает несовершенную имитацию, подражание этой абстрактной концепции кровати в материале дерева. Художник, рисующий кровать, творит несовершенную имитацию или подражание деревянной кровати. Таким образом, художник находится за несколько ступеней от истинной реальности, и это нежелательное состояние. Театр точно так же отстоит на несколько ступеней от реальности и поэтому является чем-то недостойным. Написанные слова пьесы можно считать более достойными, поскольку они могут быть поняты непосредственно умом и без неизбежных искажений, вызываемых какими-либо посредниками.
С психологической точки зрения, мимесис считается формирующим явлением, оформляющим разум и заставляющим актёра становиться более похожим на того человека или тот объект, которому он подражает. Поэтому актёры должны подражать лишь людям, очень похожим на них самих, да и то только когда они стремятся к добродетели и избегают всего низкого. Более того, они не должны подражать ни женщинам, ни рабам, ни злодеям, ни сумасшедшим, ни «кузнецам, ни другим ремесленникам, ни гребцам, ни боцманам и им подобным».

### Аристотель
В «Поэтике» (Περὶ ποιητικῆς) ок. 335 г. до н. э. Аристотель выступает против возражений Платона против мимесиса, поддерживая концепцию катарсиса (очищения) и подтверждая человеческое стремление к подражанию. Часто аристотелевский термин, маркирующий «актёра», — это prattontes, предполагающий практику или реальное действие, в отличие от использования Платоном термина лицемеры (ὑποκριτής), предполагающего человека, «прячущегося под маской», обманщика или выражающего притворные эмоции. Аристотель явно хочет избежать гипотетических последствий платоновской критики, а именно закрытия театров и изгнания актёров. В конечном счёте позиция Аристотеля двойственна; он признаёт, что драма должна существовать, однако не разыгрываться.

### Плутарх
«Моралии» Плутарха, написанные в I в., содержат эссе (часто озаглавленное «Более ли прославились афиняне в войне или в мудрости?»), отражающее многие критические взгляды Платона, но менее тонким образом. Плутарх задаётся вопросом о том, что же это говорит нам о публике, ведь мы же получаем удовольствие, наблюдая, как актёр выражает на сцене очень негативные эмоции, тогда как в реальной жизни всё было бы совсем наоборот.

## Римская империя и возникновение христианства

### Рим
В отличие от Греции, театр в Риме был дистанцирован от религии и в основном управлялся профессиональными актёрами (actor-managers). С первых же дней актёрская профессия была маргинализирована, а с увеличением Римской империи стала считаться сомнительной от начала и до конца. Цицерон в I в. н. э. провозгласил «драматическое искусство и театр совершенно постыдными». В это время было запрещено строить театральные здания, и театр нередко заменялся другими популярными развлечениями. Актёры, бывшие по преимуществу иностранцами, вольноотпущенниками и рабами, стали бесправным классом. Им запрещалось покидать профессию, и они должны были передавать своё ремесело их детям.
Мимами также были и женщины, они представляли собой ярко выраженные сексуальные характеры и нередко приравнивались к проституткам. Посещение таких представлений, по словам Бариша, должно было казаться многим римлянам посещением борделей, «равно интересным, равно вызывающим чувство вины и, следовательно, равно нуждающимся в жестокой реакции официального неодобрения» (equally urgent, equally provocative of guilt, and hence equally in need of being scourged by a savage backlash of official disapproval):38–43.

### Христианское отношение
Предводители раннего христианства, беспокоившиеся продвижением высоких этических принципов во всё более крепнущем христианском сообществе, естественно, выступали против развращающей природы современного римского театра. Однако приводились и иные аргументы.

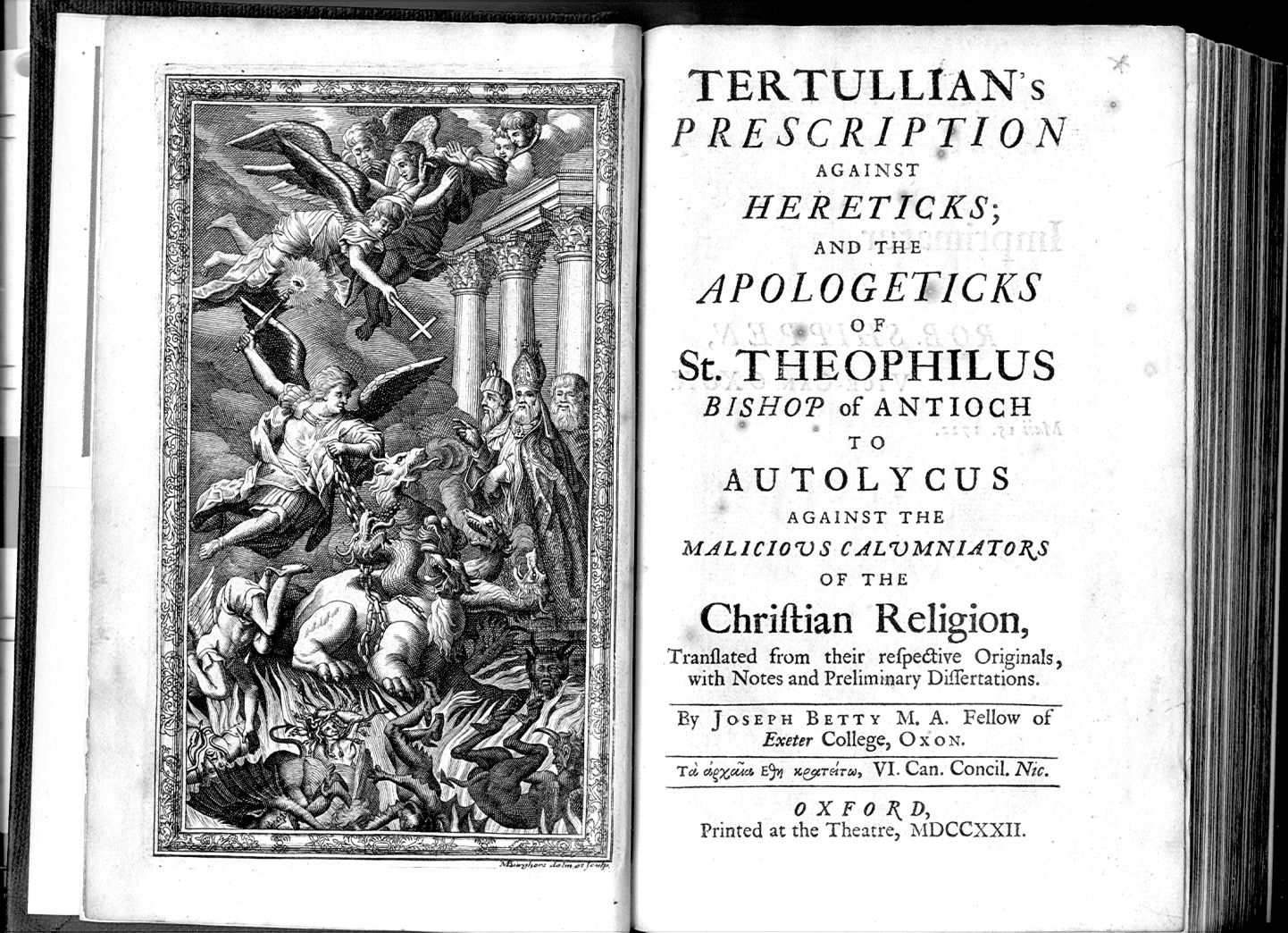
Тертуллиан, христианский учитель II в. и театральный критик.

Во II в. Татиан, а потом Тертуллиан предложили аскетические принципы. В О представлениях Тертуллиан утверждал, что следует избегать даже умеренных удовольствий и что театр с большими толпами и преднамеренно захватывающими представлениями привёл к «бездумному поглощению воображаемых состояний несуществующих персонажей» (mindless absorption in the imaginary fortunes of nonexistent characters). Вводя платоновскую концепцию мимесиса в христианский контекст, он утверждает, что актёрское мастерство представляет собой постоянно растущую систему фальсифицирований. «Сначала актёр подделывает свою личность и тем самым совершает смертный грех. Если он выдаёт себя за порочного человека, то ещё больше умножает грех». А если требовалась физическое преображение, например, чтобы мужчина играл женщину, тогда это было «ложью против собственного лица и нечестивой попыткой улучшить дела Творца»:44–49.
В IV в. знаменитый проповедник Иоанн Златоуст вновь акцентировал внимание на аскетической теме. Не удовольствие, но противоположное удовольствию приносило подлинное спасение. Он писал, что "кто беседует о театрах и актёрах, тот не приносит пользы [своей душе], но ещё больше воспламеняет её и делает её более беспечной….:51.
Августин Гиппонский, его современник из Северной Африки, в молодости вёл распущенную жизнь, которая резко изменилась после его обращения в веру. В«Исповеди», вторя Платону, он говорит о подражании другим: «Дабы мы могли быть верны своей природе, мы не должны становиться лживы, копируя и уподобляясь природе другого, как то делают актёры и отражения в зеркалах… Вместо этого нам надлежит искать истину, непротиворечивую и не двуличную»:57,58. Августин также бросил вызов культу личности, утверждая, что поклонение героям — форма идолопоклонства, где преклонение перед актёрами — замена Богопочитанию, приводящая к тому, что люди упускают истинное счастье.
Ибо в театре, какие бы притоны беззакония они собой ни представляли, если человек любит определённого актёра и наслаждается его искусством как великим или даже высочайшим благом, он любит всех, кто присоединяется к нему в восхищении его любимцем, не ради них самих, а ради того, кем они восхищаются вместе; и чем более пылок он в своем восхищении, тем больше он всеми возможными способами привлекает к себе новых поклонников, и тем больше стремится показать его другим; и если находит, что кто-либо сравнительно равнодушен, он делает всё, что в его силах, чтобы возбудить его интерес, настаивая на достоинствах своего фаворита. Если, однако, он встречается с кем-либо, кто против него, то он чрезвычайно недоволен презрением такого человека к своему любимцу и всеми возможными способами стремится устранить это. Что же в таком случае делать нам, живущим в общении с любовью Божьей, наслаждение которой является подлинным жизненным счастьем…?

## Театр и церковь в Средние Века

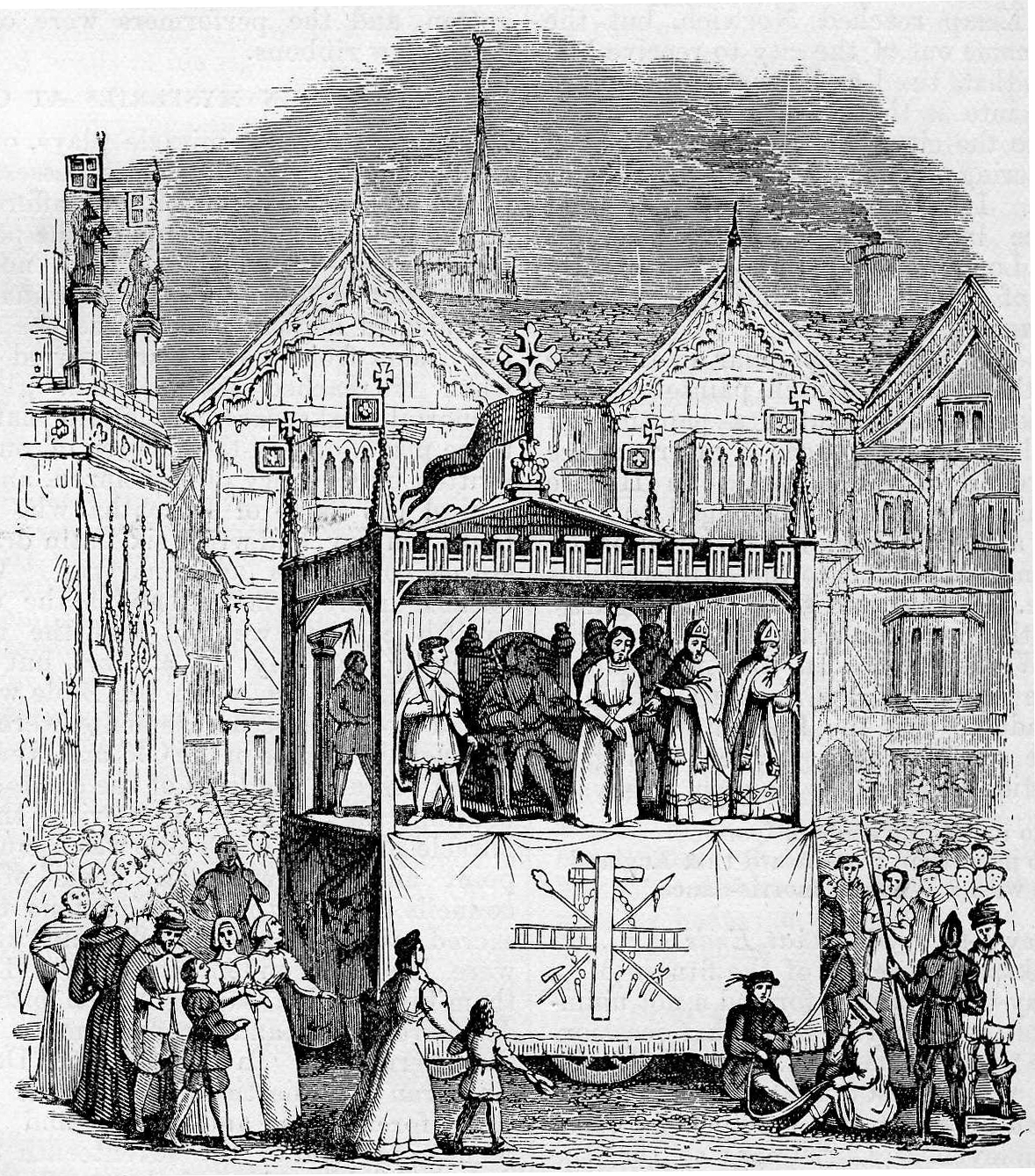
Гравюра с изображением мистерии в Честере.

Примерно в 470 г. н. э., когда Рим уже находился в упадке, власть и влияние Римской церкви возросли, а театр был практически ликвидирован. В Средние Века театральное представление вновь стало частью церковной жизни, драматически представляя библейские истории; цели церкви и театра теперь сошлись, и оппозиция была очень невелика.
Один из немногих сохранившихся примеров антитеатрального отношения можно обнаружить в «Трактате о Чудесных Лицедействах» (A Treatise of Miraclis Pleyinge), проповеди анонимного проповедника XIV в. Принято считать, что проповедь была вдохновлена лоллардами. Неясно, относится ли текст к исполнению мистерий на улицах или к литургической драме в церкви. Возможно, что автор и не делает различий. Бариш видит основу предубеждения проповедника в жизненной непосредственности театра, благодаря которой он составляет конкуренцию повседневной жизни и учениям, дававшимся в школах и церквях. Проповедник заявляет, что, поскольку основная цель пьесы — доставить удовольствие, то её цель должна вызывать подозрения, ибо Христос никогда не смеялся. Если над пьесой смеются или плачут, значит это из-за «пафоса истории». Поэтому выражение эмоций бесполезно в глазах Бога. Виновата сама пьеса. «Глубоко оскорблял именно согласованный, организованный, профессиональный характер постановки, и тот факт, что она влечёт за собой тщательное планирование, командную работу и всестороннюю подготовку, что отличает театр от рода греха, совершающегося непреднамеренно или же в порыве неуправляемой страсти»:66–70.

## Английский театр XVI—XVII вв

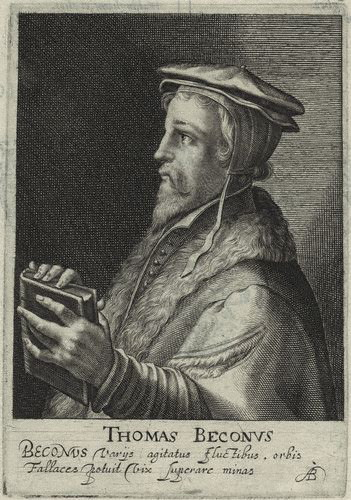
Томас Бекон ок. 1511—1567, ранний протестантский критик театральности мессы.

### Театральность в церкви
В 1559 г. английский священник Томас Бекон, находясь в изгнании во время правления королевы Марии, написал «Отображение папской мессы» (Displaying of the Popish Mass), раннее выражение зарождавшегося протестантского богословия. Его спор вёлся с церковью и с ритуальной театральностью мессы. «Вводя церемониальные костюмы, ритуальные жесты и символические украшения, а также отделив духовенство от мирян, церковь превратила простое общественное мероприятие в зловещий маскарад, в магическое шоу, призванное ввести невежественных в заблуждение» (By introducing ceremonial costume, ritual gesture, and symbolic decor, and by separating the clergy from the laity, the church has perverted a simple communal event into a portentous masquerade, a magic show designed to hoodwink the ignorant). Он считал, что в слишком пышной мессе миряне становятся пассивными зрителями, развлекаемыми представлением, заменяющим Божественное послание:161, 165.

### Английский театр эпохи Возрождения
Первые английские театры были построены лишь в последней четверти XVI в. Каждый восьмой лондонец регулярно смотрел спектакли Марло, Шекспира, Джонсона и других, и с тех пор уровень посещаемости театров был сопоставим лишь с кино в 1925—1939 гг. Высказывались возражения против живых выступлений, а не против самого драматического произведения или его авторов, и ряд возражателей делали явное исключение для closet dramas, особенно тех из них, которые имели религиозное содержание.

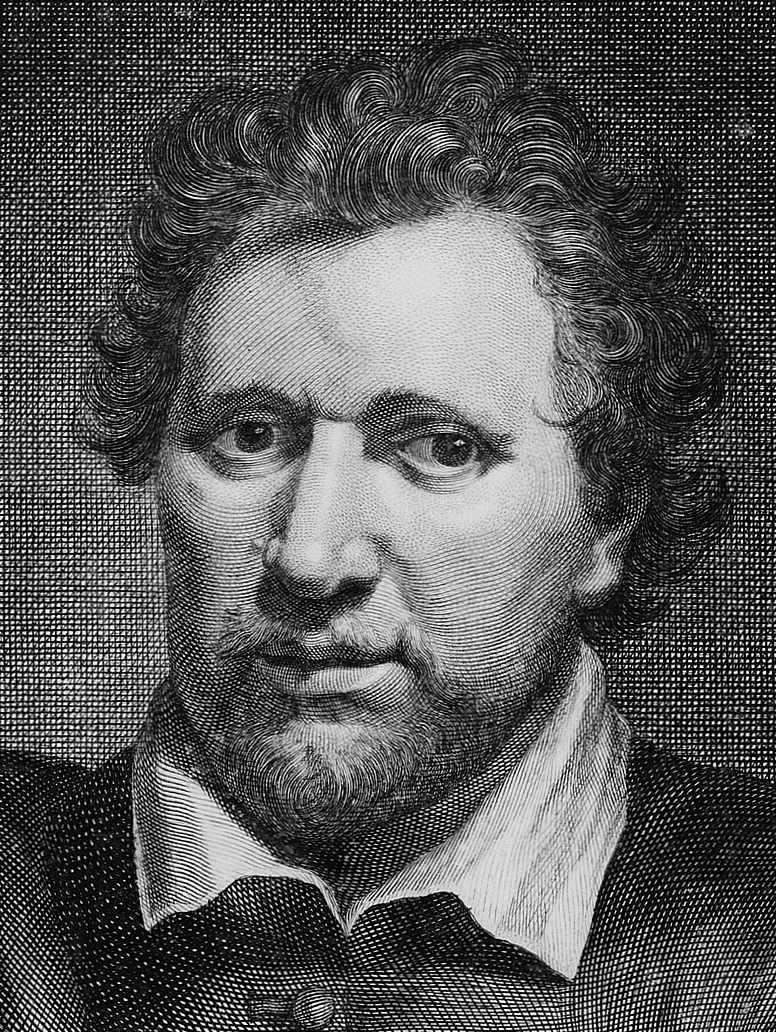
Бен Джонсон, изображение 1730 г., драматург и противник театральных условностей.

Вновь возникли вариации рассуждений Платона о мимесисе. Одной из проблем было представление правителей и высокородных личностей людьми низкого происхождения. Ещё одна проблема заключалась в женоуподобления мальчиков-актёров, при необходимости переоблачения в женскую одежду и использовании женских жестов. И Бен Джонсон, и Шекспир использовали переодевание в одежду другого пола в качестве важной темы своих пьес, а Лаура Левин (1994) исследует этот вопрос в книге «Мужчины в женской одежде: антитеатральность и женоподобность» (Men in Women’s Clothing: Anti-theatricality and Effeminization, 1579—1642). В 1597 г. Стивен Госсон сказал, что театр «женоподобит» ум, а 4 года спустя Филип Стаббс заявил, что актёры-мужчины, носящие женскую одежду, могут «развращать» (adulterate) мужской пол. Затем последовали и другие трактаты, и 50 лет спустя Уильям Принн описал мужчину, которого переодевание в одежду другого пола «превратило» в женщину. Левин предполагает, что эти мнения отражают глубокую тревогу по поводу обращения в женский пол.
Госсон и Стаббс были драматургами. Бен Джонсон выступал против использования театральных костюмов, потому что это приводило к неприятным манерам и к искусственной тривиальности:151. В своих пьесах он отвергал елизаветинскую театральность, нередко основывавшуюся на спецэффектах, считая её ложной условностью:134–135. Его собственные придворные маски были дорогими и эксклюзивными зрелищами. Он вложил типичные антитеатральные аргументы в уста своего пуританского проповедника Ребби Бизи по имени Ревнитель в «Варфоломеевской ярмарке» , в том числе мнение о том, что запрет мужчинам на подражание женщинам есть в Библии, и Книга Второзакония 22 стих 5, говорит о том, что «На женщине не должно быть мужской одежды, и мужчина не должен одеваться в женское платье, ибо мерзок пред Господом Богом твоим всякий делающий сие» (Втор. 22:5).

### Пуританское сопротивление

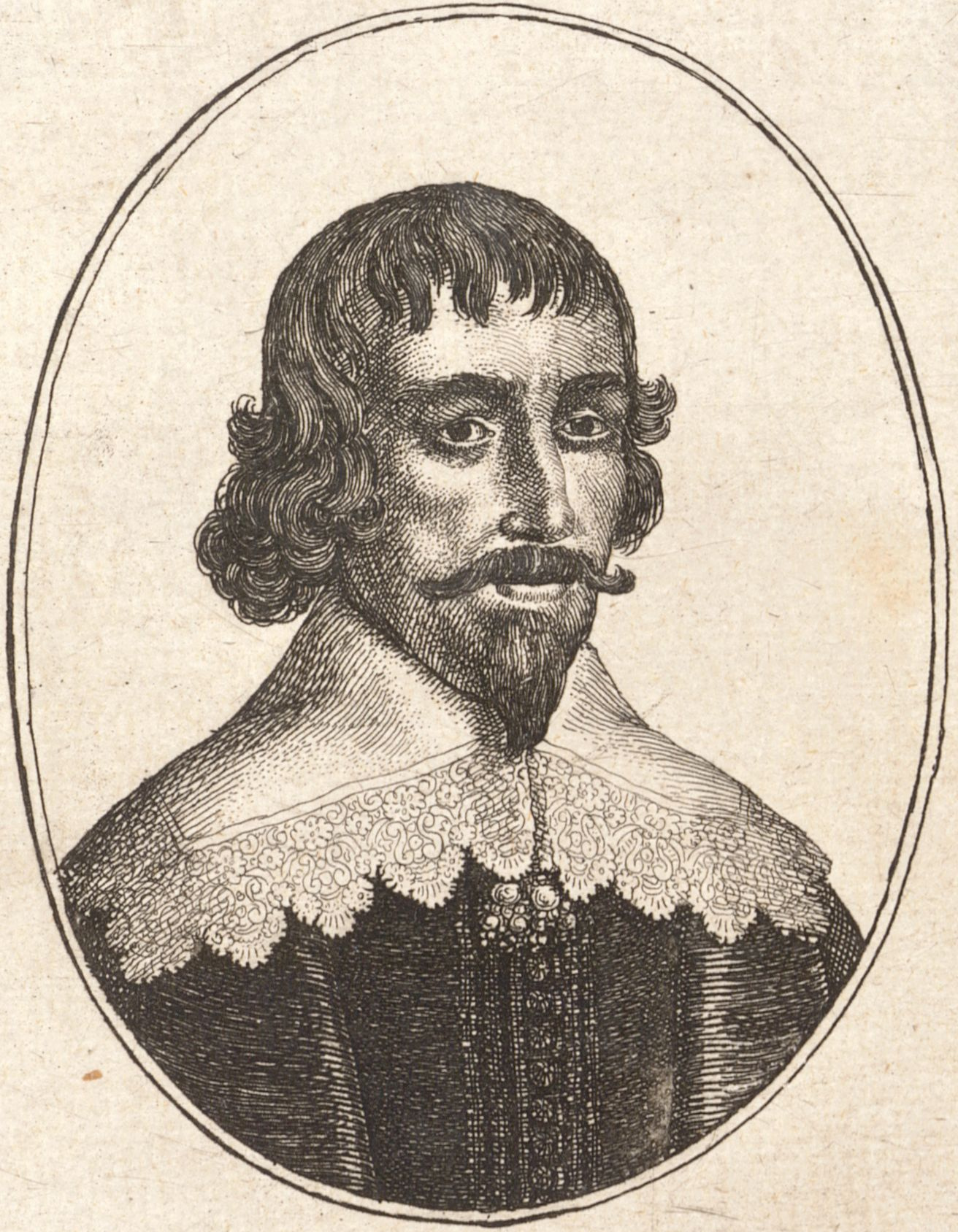
Уильям Принн — автор Гистриомастикса (1633 г.), кульминации пуританской атаки на английский театр.

Энциклопедический труд Уильяма Принна «Гистриомастикс<b id="mwxg">:</b> Бич Актёра или Трагедия Актёра» представляет собой кульминацию пуританской атаки на английский театр эпохи Возрождения и на праздники наподобие Рождества, этот последний, как утверждается, произошёл от языческих римских праздников. Хотя это была в особенности острая и всеобъемлющая атака, в которой подчёркивались духовные и нравственные аспекты проблемы, она представляла собой очень распространённую антитеатральную точку зрения, которой придерживались многие в то время.
Выдающееся возражение Принна против театра состояло в том, что театр ставит удовольствие и отдых превыше работы, и что возбуждаемое им волнение и женственность усиливают сексуальное желание:83–85, 88.
Опубликованный в 1633 г. «Гистриомастикс» пламенно, широко и всесторонне бичевал многие виды театра. На титульном листе было написано следующее:
 «Гистриомастикс. Бич актёров, или Трагедия актёров, разделённая на две части. Где различными аргументами, совпадающими авторитетами и резолюциями различных текстов Священного Писания полностью подтверждается, что популярные театральные постановки являются греховными, языческими, непристойными, безбожными зрелищами и наипагубнейшим развращением, порицаемым во все века как невыносимое зло для церквей, республик, нравов, умов и душ людей. И что профессия поэтов-драматургов, актёров сцены, наряду с сочинением, актёрской игрой и посещением театральных постановок, являются незаконными, позорными и недостойными христиан. Здесь также даётся полный ответ на все утверждения об обратном; кратко обсуждаются незаконные действия, созерцание академических интерлюдий; кроме того, различные иные подробности, касающиеся танцев, игры в кости, питья за здоровье и т. д., о которых вам сообщит содержание».

### 1642—1660 — закрытие театров
К 1642 г. в Англии возобладали пуританские взгляды. Когда началась Первая гражданская война в Англии, лондонские театры были закрыты. В приказе упоминались нынешние «времена унижений» (times of humiliation) и неуместность «общественных театральных постановок» (public stage-plays), представляющими «похотливое веселье и легкомыслие» (lascivious Mirth and Levity). После Реставрации монархии в 1660 г. снова разрешили ставить пьесы. В соответствии с новой системой лицензирования были открыты 2 лондонских театра с королевскими патентами.

### Театр эпохи Реставрации

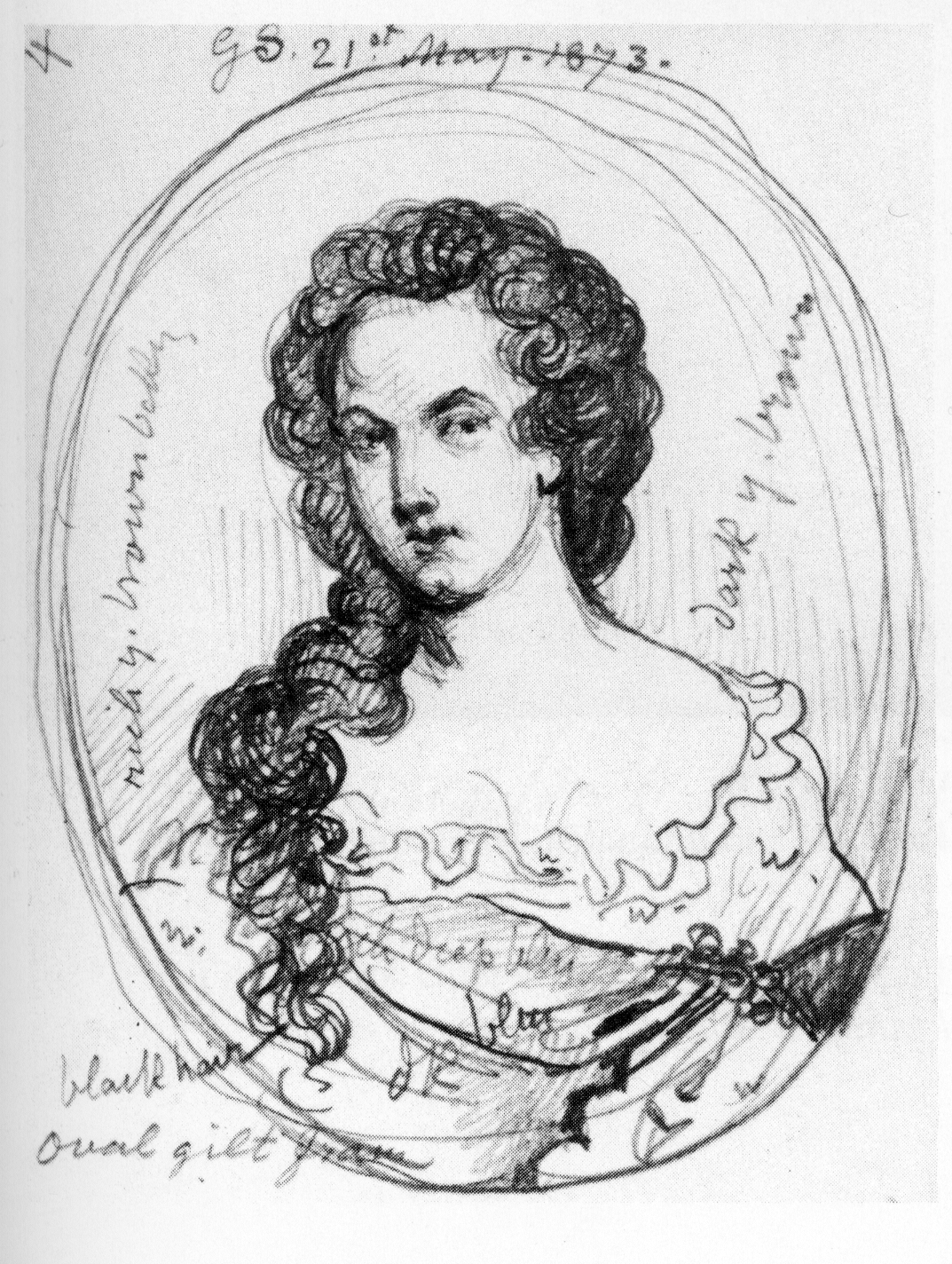
Афра Бен, драматург эпохи Реставрации

Первоначально в театрах ставилось немало пьес предыдущей эпохи, правда, нередко в адаптированных формах, однако вскоре появились новые жанры: комедия эпохи Реставрации и спектакль. Королевский ордер Карла II, любившего театр, впервые вывел на сцену английских женщин, положив конец практике «мальчиков-актёров» и дав возможность актрисам исполнять роли с «брюками». Это, по словам историка Антонии Фрэзер (Antonia Fraser), означало, что Нелл Гвинн, Пег Хьюз и другие могли хвастаться своими красивыми ножками в более захватывающих шоу, чем когда-либо раньше.
Историк Джордж Кларк (1956) утверждал, что самым известным фактом о драме Реставрации было то, что она была безнравственной. Драматурги высмеивали все ограничения. Одни были грубы, другие деликатно неприличны. «Драматурги не просто говорили все, что им нравилось: они также намеревались этим хвалиться и шокировать тех, кому это не нравилось» (The dramatists did not merely say anything they liked: they also intended to glory in it and to shock those who did not like it). Антония Фрэзер (1984) придерживалась более расслабленного подхода, описывая Реставрацию как эпоху либерализма или вседозволенности.
Сатирик Том Браун (1719) писал: «Красивой женщине столь же трудно сохранять честность в театре, как и аптекарю уберечь свою патоку от мух в жаркую погоду, ибо каждый развратник в зале стал бы жужжать о своём горшке с мёдом…».
Реставрация стала временем диванного кастинга в истории Англии. Большинству актрис плохо платили, и им приходилось пополнять доход другими способами. Из 80 женщин, появившихся на сцене в эпоху Реставрации, 12 пользовались неизменной репутацией куртизанок, которую поддерживали и богатые поклонники высокого положения (включая короля); по крайней мере, ещё 12 покинули сцену для того чтобы стать «содержанками» или проститутками. Принято считать, что 30 женщин, у которых была недолгая сценическая карьера, пришли из публичных домов, а потом вернулись в них. Считалось, что около четверти актрис живут респектабельной жизнью, большинство из них были замужем за другими актёрами.
Фрэзер сообщает, что «к 1670 м гг. уважаемая женщина не могла назвать свою профессию „Actoress“ и рассчитывать на то, что её репутация или личность не будут задеты… Слово „актриса“ имело в Англии тот непристойный оттенок, который сохранится вокруг него, к счастью или нет, и в художественной литературе, и в действительности на протяжении следующих 250 лет».

## Европа в XVII в
Янсенизм был нравственным противником театра во Франции и в этом отношении был подобен пуританству в Англии. Однако, утверждает Бэриш, «споры во Франции шли в целом на более аналитическом, более интеллектуально ответственном уровне. Антагонисты более внимательно относились к аргументации и к правилам логики; они меньше любили отступления и анекдоты»:193.

### Янсенизм
Янсенисты, как и кальвинисты, отрицали свободу человеческой воли, заявляя, что «человек ничего не способен сделать — он не может даже исполнять 10 заповедей — без явного действия благодати, и когда благодать приходит, тогда её сила становится непреодолимой». Удовольствие запрещалось, в силу того, что оно вызывало привыкание:200–201. Согласно Пьеру Николю, выдающемуся янсенисту, нравственные возражения были связаны не столько с создателями театра, или с порочностью самого театрального пространства, или с мнимо вызываемым им беспорядком в душе, но скорее с внутренним содержанием театральных произведений. Когда актёр выражает такие низменные действия, как похоть, ненависть, жадность, месть и отчаяние, он должен черпать нечто безнравственное и недостойное в своей собственной душе. Даже положительные эмоции должны быть признаны чистой ложью лицемеров. Беспокойство имело психологический характер, потому что, переживая эти вещи, актёр возбуждал возвышенные временные эмоции, как в себе, так и в зрителях, те эмоции, которые необходимо было отрицать. Поэтому и актёру, и зрителям должно было быть стыдно за своё участие в театральном представлении:194, 196.

### Франсуа де Ларошфуко (1731 г.)
В «Размышлениях о нравственных принципах» Франсуа де Ларошфуко писал о врождённых манерах, с которыми все мы родились, и о том, что «когда мы копируем других, мы отказываемся от того, что для нас является подлинным, и мы жертвуем нашими сильными сторонами ради чуждых и, возможно, совершенно нам не подходящих». Подражая другим людям, в том числе добрым людям, всё сводится к идеям и карикатурам на само себя. Даже намерение улучшить подражание ведёт прямо к путанице. Поэтому от мимесиса следует полностью отказаться:217, 219–20.

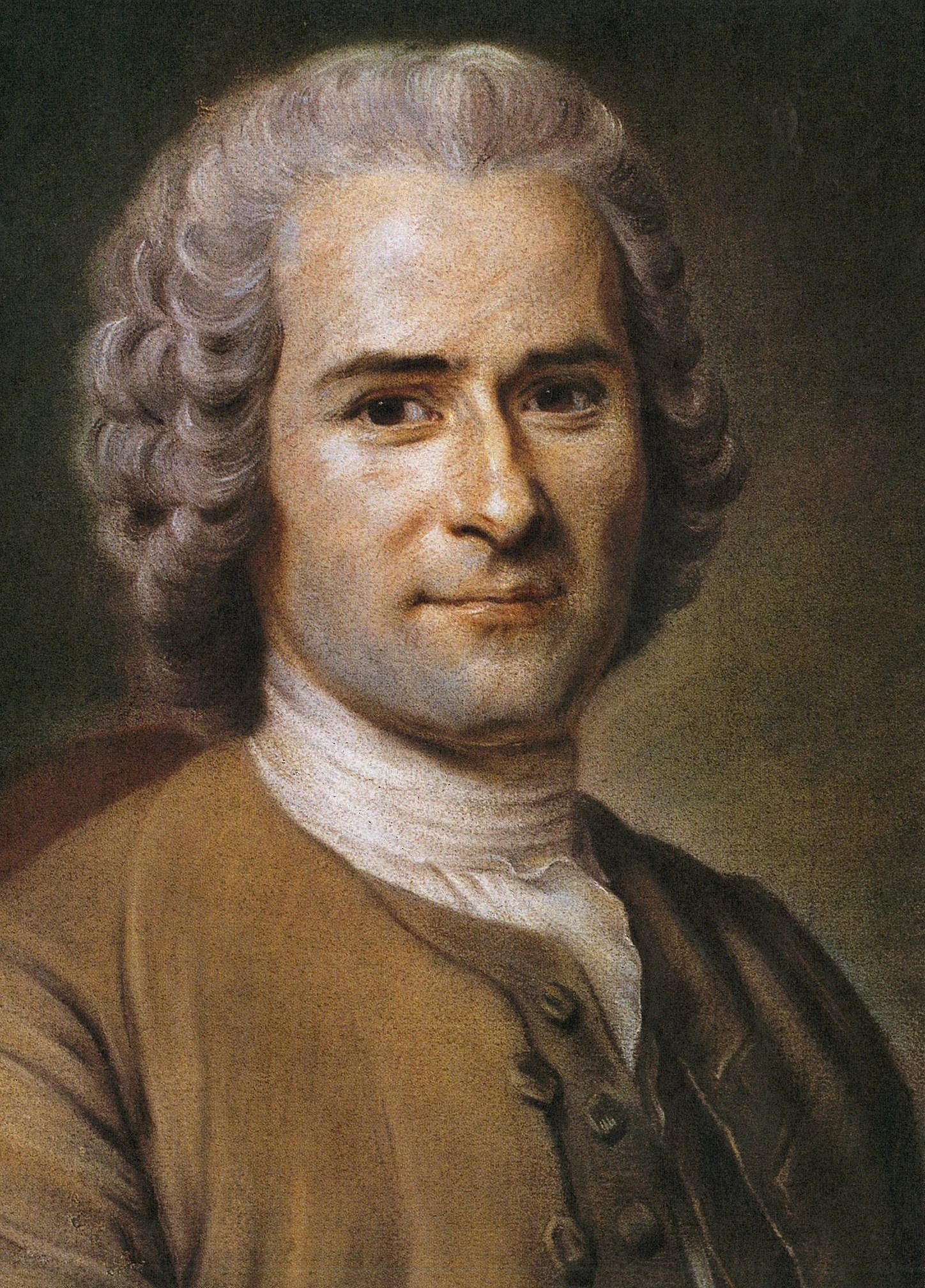
Жан-Жак Руссо

### Руссо
Жан-Жак Руссо, французский философ из Женевы, придерживался базовой веры в то, что все люди созданы добрыми и что общество пытается развратить их. Роскошные вещи были главным образом виноваты в нравственном разложении, и, как сказано в его «Рассуждении об искусстве», «Рассуждении о происхождении неравенства» и «Письме к Д’аламберу», театр сыграл центральную роль в этом падении. Руссо выступал за более благородную и простую жизнь, свободную от «вечной шарады иллюзий, создаваемой корыстью и себялюбием» (perpetual charade of illusion, created by self-interest and self-love). Использование женщин в театре служило источником беспокойства Руссо; он полагал, что женщины созданы природой специально для скромных ролей, а не для того, чтобы быть актрисами. «На самом деле, новое общество следует поощрять не к развитию собственной нравственности, а к возвращению к прежней, к райскому времени, когда мужчины были выносливы и добродетельны, женщины — послушны и привязаны к дому, молодые девушки — целомудренны и невинны. В таком представлении театр — со всем, что он показывает о ненавистности общества, его лицемерии, его едкой вежливости, его бессердечно маскарадстве —ему вообще нет места:257–258, 282, 294.

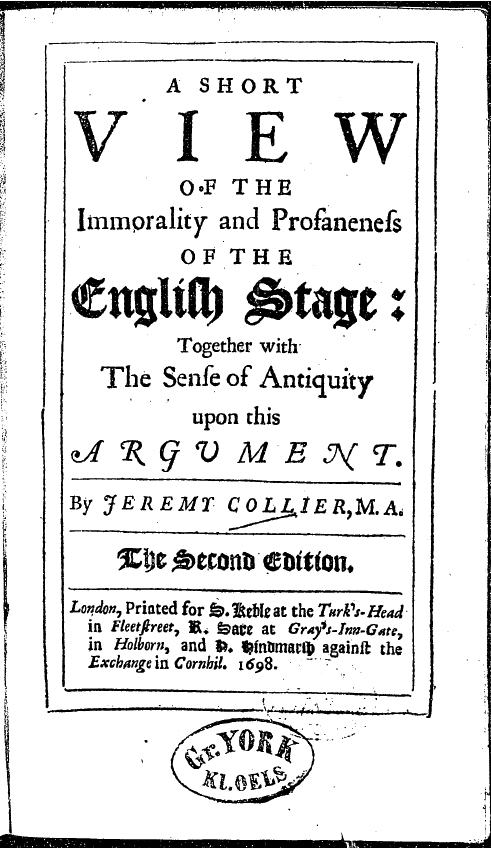
Антитеатральная брошюра Джереми Кольера (1698 г.), выражающая взгляды после эпохи Реставрации.

## XVIII в
К концу XVII в. нравственный маятник качнулся в обратную сторону. Способствовавшими этому факторами были Славная революцию 1688 г., неприязнь Вильгельма III Оранского и Марии II к театру, а также судебные иски, возбуждённые против драматургов Обществом реформации нравов (Society for the Reformation of Manners, основанное в 1692 г.). Когда Джереми Кольер нападал на таких драматургов, как Конгрив и Ванбру в своём «Кратком обзоре безнравственности и нечестивости английской сцены» в 1698 г., обвиняя их в ненормативной лексике, богохульстве, непристойности и подрыве общественной нравственности посредством сочувственного изображения порока, он подтвердил изменение во вкусах публики, которое и так уже произошло.

### Цензура
Цензура театральных постановок осуществлялась Мастером увеселений в Англии с елизаветинских времен до приказа о закрытии театров в 1642 г., закрытие продолжалось до Реставрации в 1660 г. В 1737 г., в поворотный момент в истории театра, парламент принял Закон о лицензировании, закон о цензуре спектаклей на основе как политики, так и нравственности (сексуально непристойное поведение, богохульство и нецензурная брань). Это также ограничивало устную драму 2 патентованными театрами. Пьесы должны были лицензироваться лордом-камергером. Части этих законов применялись неравномерно. Закон был изменён Законом о театрах 1843 г., что затем привело к строительству многих новых театров по всей стране. Цензура была окончательно отменена Законом о театрах только в 1968 г. (Поскольку новый кинематографический медиум получил широкое развитие в XX в. веке, был принят Закон о кинематографе 1909 г. Первоначально это было мерой по охране здоровья и безопасности, но вскоре её имплементация стала включать цензуру. Со временем Британский совет по классификации фильмов стал де-факто киноцензором фильмов в Соединенном Королевстве).

### Америка в XVIII в.
В 1778 г., всего через 2 года после провозглашения Соединённых Штатов нацией, был принят закон об отмене театра, азартных игр, скачек и петушиных боёв на основании их греховной природы. Это способствовало проникновению театральной практики в американские университеты, где она также была встречена враждебно, особенно со стороны Тимоти Дуайта IV из Йельского университета и Джона Уизерспуна из Принстонского колледжа:296. Этот последний в своём сочинении «Серьёзное исследование природы и действия сцены» (Serious Inquiry into the Nature and Effects of the Stage) изложил аргументы, подобные аргументам его предшественников, однако добавил ещё один нравственный аргумент, что, поскольку театр правдив по отношению к жизни, он поэтому является неподходящим методом обучения. «Разве подавляющее большинство персонажей в реальной жизни не плохи? Не должна ли большая часть представленных на сцене быть плохими? И поэтому не должно ли то сильное впечатление, какое они производят на зрителей, быть в равной степени вредным?»:297.
В написанной в 1832 г. книге «Домашние манеры американцев» английская писательница Фрэнсис Троллоп отметила, сколь мало посещаются театры в тех американских городах, которые она посетила, отмечая, что, в частности, «там можно редко увидеть женщин, и гораздо большая часть женщин считает это оскорблением против религии — становиться свидетелем представления пьесы».

После произнесения надгробной речи на похоронах Авраама Линкольна в 1865 г. Финеас Гёрли отметил:
Тысячи людей всегда будут глубоко сожалеть о том, что наш оплакиваемый президент пал в театре; что подлый убийца нашёл и застрелил его там. Множество его лучших друзей — я имею в виду его друзей-христиан — предпочли бы, чтобы он пал практически в любом другом месте. Будь он убит в своей постели, или в кабинете, или на улице, или на ступенях Капитолия, весть о его смерти не поразила бы христианское сердце всей страны столь болезненно; ибо чувство этого сердца таково, что театр — это одно из последних мест, куда должен входить хороший человек, и одно из последних мест, где его друзья желали бы ему умереть.

### Уильям Уилберфорс

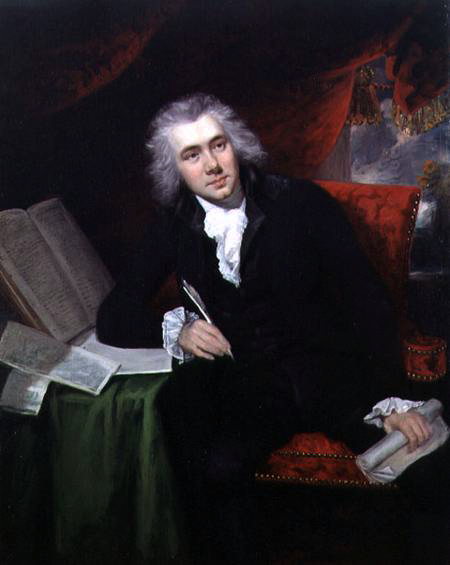
Уильям Уилберфорс (1790 г.) политик, лидер борьбы с рабством и защитник евангелического христианства.

Уильям Уилберфорс, известный английский политик, в юности был театралом, однако после обращения в евангелическую веру, являясь членом парламента, постепенно изменил своё отношение, поведение и образ жизни. В частности, он стал лидером движения за прекращение работорговли. Заметное участие евангелистов и методистов в очень популярном движении против рабства послужило улучшению статуса группы, иначе ассоциировавшейся с менее популярными кампаниями против порока и безнравственности. Уилберфорс выразил свои взгляды на подлинную веру в «Практическом взгляде на преобладающую религиозную систему мнимых христиан в средних и высших классах в этой стране в отличие от подлинного христианства» (A Practical View of the Prevailing Religious System of Professed Christians, in the Middle and Higher Classes in this Country, Contrasted with Real Christianity, 1797 г.). Бэриш резюмирует описание Уилберфорсом современного театра как «места, населённого развратниками, стремящимися удовлетворить собственные аппетиты, [места] из которого ушли скромность и порядочность, но беспорядки и непристойности были введены в то место, где имя Бога было осквернено, и единственные предлагаемые для усвоения уроки были ровно те, коих христиане должны были избегать словно адских мук»:303. Общий тон аргументации Уилберфорса менее спорен, чем можно было бы предположить из резюме Бэриша, и является лишь небольшой частью более широкого обращения к истинному благочестию. Уилберфорс осторожно подходит к театральным постановкам: «Я прекрасно понимаю, что сейчас собираюсь ступить на очень деликатную почву; но было бы неуместным уважением к мнениям и обычаям века вообще избегать этого. Было много споров о законности театральных развлечений»:202. Уилберфорс также призвал потенциальных зрителей задуматься о разрушительном влиянии театра на нравственное и духовное благополучие актёров:209. Биограф и политик Уильям Хейг так говорит о Уилберфорсе.
Его амбициозное и энергичное продвижение своих взглядов вполне могло способствовать изменению социальных условностей, доминировавших в викторианскую эпоху после его смерти, создав британское общество, сильно отличающееся от распущенного Лондона, против которого он и восстал в 1780е гг. Его взгляды, как одного из «Отцов Викторианцев» (Fathers of the Victorians) вновь кажутся устаревшими, если смотреть с точки зрения более спокойной нравственности более поздних времён, однако в связи с его основным взглядом на то, что долгосрочное счастье общества зависит от того, как люди ведут себя по отношению друг к другу, как семьи держатся вместе, и как лидеры сохраняют доверие людей, кто может с уверенностью сказать, что он был неправ?

## XIX и начало XX в. (психомахия)
C ростом театра росла и антитеатральность. Бэриш отмечает, что с нынешней точки зрения нападки XIX в. на театр часто похожи на психомахию, то есть драматическое выражение борьбы добра со злом:328–349.
«Художественное сознание, борющееся с грубостью физической сцены, стремясь освободиться от деспотизма актёров, напоминает дух, сражающийся с плотью, душу, борющуюся с телом, или добродетели, начинающие наступление на пороки. Однако упорство борьбы, по-видимому, наводит на мысль о том, что это нечто большее, чем просто временная стычка: она отражает постоянное напряжение в нашей природе как существ социальных».

### Искусство против театра

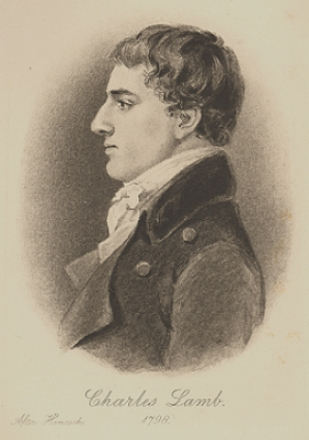
Чарльз Лэм, писатель-романтик и сторонник closet theatre.

Различные видные люди, включая лорда Байрона, Виктора Гюго, Константина Станиславского, актрису Элеонору Дузе, Джузеппе Верди и Джорджа Бернарда Шоу, с отчаянием относились к неконтролируемому нарциссизму Эдмунда Кина и ему подобных. Их приводила в ужас та эгоистичная мания, которую театр вызывал у тех, кому приходилось ночь за ночью щеголять перед толпами крикливых поклонников. Драматурги тяготели к closet drama просто ради того чтобы избежать искажения своих произведений актёрами-нарциссами.
Для писателей-романтиков наподобие Чарльз Лэма, полностью преданных Шекспиру, сценические представления неизбежно запятнали красоту и целостность оригинального произведения, которое способен был оценить только разум. Вина театра состояла в его поверхностности. Изящество письменного слова подавлялось театральными актёрами и отвлекающими сценическими эффектами:326–9. В своём эссе «О трагедиях Шекспира, рассматриваемых с точки зрения их пригодности для сценического представления» (On the Tragedies of Shakespeare, Considered with Reference to Their Fitness for Stage Representation) Лэм утверждает, что «все деликатесы, столь восхитительные в чтении … запятнаны и отвернуты от самой своей природы» (all those delicacies which are so delightful in the reading…are sullied and turned from their very nature).
Философ-утопист Огюст Конт, хотя и был заядлым театралом, но как и Платон, он запретил в своём идеалистическом обществе какой бы то ни было театр. Театр был «уступкой нашей слабости, симптомом нашей иррациональности, своего рода плацебо для духа, без которого доброе общество может и обойтись» (concession to our weakness, a symptom of our irrationality, a kind of placebo of the spirit with which the good society will be able to dispense):323.
Приход модернизма приводит к совершенно свежему и резкому антитеатрализму, начиная с нападок на Вагнера, которого можно считать «изобретателем» авангардного театрализма. Вагнер стал объектом самых полемичных антитеатральных нападений модернизма. Мартин Пюхнер утверждает, что Вагнер, «почти как сама дива сцены, продолжает отстаивать всё, что может быть грандиозно и неотразимо, но наряду с этим и опасно и нежелательно в театре и в театральности». Среди критиков театра были Фридрих Ницше, Вальтер Беньямин и Майкл Фрид . Пюхнер утверждает, что «модернистский антитеатрализм, более не заинтересованный в изгнании актёров или закрытии театров, не остаётся внешним по отношению к театру, а вместо этого становится производительной силой, ответственной за наиболее выдающиеся достижения театра». Эйлин Фишер (1982) описывает антитеатральность как «ссоры, самокритику со стороны театральных деятелей и тонких критиков. Такие „предубеждения“ обычно основаны на эстетической тревоге по поводу безудержной коммерциализации наших театров, общей банальности, скучной звёздной системы, нарциссизма и чрезмерной зависимости от бродвейского спектакля и суматохи» (spats, self criticism from theater practitioners and fine critics. Such 'prejudices' are usually based upon aesthetic dismay at our theaters' rampant commercialism, general triteness, boring star-system, narcissism, and overreliance on Broadway-style spectacle and razzmatazz).

### Церковь против театра
«Психомахия» ещё больше применима к битве церкви со сценой. Усилия Шотландской пресвитерианской церкви в отношении Кина были сосредоточены на духовной битве. Английская газета The Era, иногда известная как «Библия актёра» (Actor’s Bible), сообщала:
«Хорошо известно, что Шотландская церковь, строгая, если не сказать несколько суровая в своих обрядах, категорически против всех театральных представлений; фактически, развлечения любого рода находятся в прямой оппозиции мрачным кальвинистским догматам, на которых и основана пресвитерианская церковь. Прибытие Кина в Эдинбург вызвало большой переполох [около 1820 г.]. В Auld Reekie более жёсткие люди отнеслись к его приезду с чем угодно, только не с удовольствием. Многие подлинно благочестивые и благонамеренные учителя слова прилагали много усилий для того чтобы не допустить осквернения своих паств, посещая их в условиях столь сильных искушений. Некий священник был чрезвычайно озабочен предотвращением любого столкновения между агнцами избранных и чадами сатаны, каковыми он искренне считал своих последователей и Corps Dramatique, и он искренне предостерегал большую часть своей паствы, в особенности его собственную семью, не приближаться к театру».
В 1860 г. актёр С. Прайс представил в «The Era» рассказ о проповеди, яростной атаке на театральную нравственность:
«Сэр, зная, что ваша ценная статья является единственным средством, с помощью которого „бедный актёр“ может защитить себя и своё честное призвание от фанатизма, клеветы и нехристианских искажений со стороны ряда преподобных червей, то и дело нападающих на драму и на её толкователей, я осмеливаюсь направить вам это сообщение… Эти вышеупомянутые слизняки, переполненные избытком благочестия и ослеплённые чрезмерным рвением, забывают о своём божественном призвании и извлекают мало пользы из божественного повеления, относящегося к злословию и клевете».
По словам Прайса, присутствовавшего на службе, священник заявил о том, что нынешний класс профессионалов, за немногими исключениями, распутен в частной жизни, а также распутен на публике и что они потворствуют развратным и испорченным вкусам зрителей. Кроме того, театральные менеджеры «сильно уговаривали женщин отчаянного характера посещать их театры, чтобы тем самым подвигнуть к посещению лиц противоположного пола».

Американский писатель и соучредитель Церкви адвентистов седьмого дня Эллен Г. Уайт выразила обеспокоенность тем, что театральность, среди других форм развлечения, станет препятствовать духовности и нравственности человека. Она написала в одной из своих книг «Свидетельств для церкви» (Testimonies for the Church), т. 4:
«Одним из наиболее опасных мест для развлечений является театр. Вместо того чтобы быть школой нравственности и добродетели, как это часто утверждается, это есть настоящий рассадник безнравственности. Порочные привычки и греховные наклонности укрепляются и подтверждаются этими развлечениями. Низкие песни, непристойные жесты, выражения и отношения развращают воображение и унижают нравственность. Каждый юноша, который обыкновенно посещает такие выставки, будет развращён в общем и целом. В нашей стране нет более сильного влияния, отравляющего воображение, разрушающего религиозные впечатления и притупляющего вкус к спокойным удовольствиям и трезвым реалиям жизни, нежели театральные развлечения. Любовь к этим сценам возрастает с каждым поблажкой, так как при их употреблении усиливается тяга к опьяняющим напиткам. Единственный безопасный путь — избегать театра, цирка и любого другого сомнительного места развлечений».
Во Франции оппозиция была ещё более интенсивна и повсеместна. В «Богословской энциклопедии» (Encyclopedie théologique, 1847 г.) говорится: «Отлучение от церкви, выносимое комикам, актёрам, актрисам, трагическим или комическим, относится к величайшей и наиболее досточтимой древности … оно составляет часть общей дисциплины Французской церкви… Эта Церковь не допускает для них ни таинства, ни погребения; она отказывает им в избирательных правах и своих молитвах не только как позорным лицам и публичным грешникам, но и как отлучённым от церкви людям… С комиками нужно обращаться как с общественными грешниками, отстранять их от участия святынями, пока они принадлежат театру, признаваться в этом, когда они выходят из него:321.

### Литература и театральность

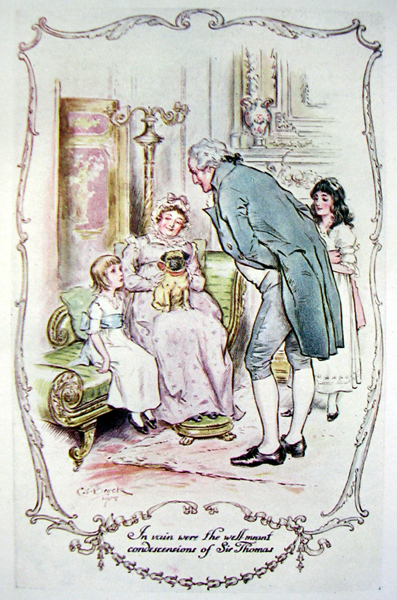
Сэр Томас Бертрам из Мэнсфилд-парка

#### 1895 г. «Крестное знамение»

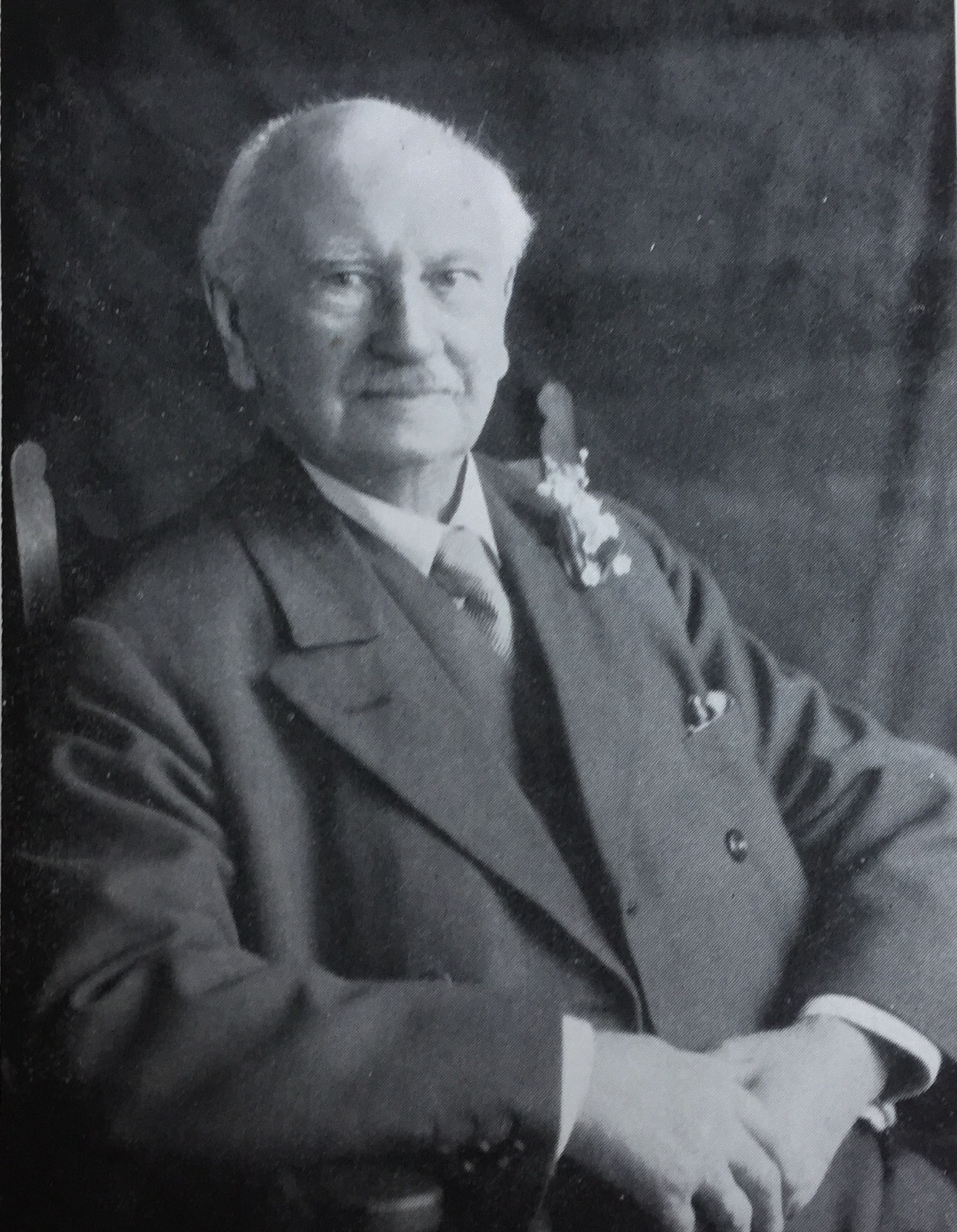
Уильям Мортон (96 лет) менеджер по развлечениям, театру и кино с 1865 по 1935 гг.